# Megalonychidae
Die Megalonychidae sind eine ausgestorbene Säugetierfamilie aus der Gruppe der Faultiere (Folivora). Sie umfassen kleinere und mittelgroße Vertreter der Faultiere, darunter auch Riesenfaultiere wie Megalonyx. Die einzelnen Angehörigen waren sowohl in Süd- wie auch in Mittel- und Nordamerika verbreitet. Ursprünglich wurden der Familie auch die heute noch lebenden Zweifinger-Faultiere (Choloepus) und einige ausgestorbene Formen der Westindischen Inseln zugewiesen. Allerdings bestehen zwischen diesen verschiedenen Faultiergruppen und den Megalonychidae nach molekulargenetischen Untersuchungen keine näheren Verwandtschaftsbeziehungen.

## Allgemeines
Die frühesten Überreste der Familie der Megalonychidae stammen aus dem frühen Oligozän (vor rund 35 Millionen Jahren) und wurden in Patagonien gefunden. Mit dem Entstehen der Landbrücke von Panama vor rund 3 bis 2,5 Millionen Jahren begannen die Tiere, nach Norden zu wandern; eine Art, Nothrotheriops shastensis, erreichte sogar den Yukon River in Kanada. Im Laufe der Zeit wurden die Mitglieder der Familie immer größer, die größten Tiere waren die der Gattung Megalonyx des Pleistozäns.

## Systematik

### Historisches
In der forschungsgeschichtlichen Vergangenheit galten die Megalonychidae als sehr formenreiche Gruppe, die nicht nur die Vertreter des kontinentalen Amerikas einschlossen, sondern auch die karibischen Faultiere zuzüglich der heute noch bestehenden Gattung der Zweifinger-Faultiere (Choloepus). Maßgeblich mit dafür verantwortlich waren skelettanatomische Untersuchungen aus dem Jahr 2004, die zu den bis dahin umfangreichsten an Faultieren gehörten. Gemeinsamkeiten ließen sich dabei unter anderem im Gebissaufbau feststellen, etwa durch den vergrößerten eck- oder schneidezahnartigen (canini- oder incisiviformen) vordersten Zahn sowie die quadratischen bis rundlichen hinteren molarenartigen (molariformen) Zähne mit je zwei nicht ganz parallel verlaufenden Querleisten. Weitere Übereinstimmungen fanden sich in der Gestaltung der Schnauze. Dabei wurden die Zweifinger-Faultiere als besonders nahe verwandt mit den karibischen Formen erachtet. Mit letzteren und deren komplexer Systematik hatten sich vor allem Ross D. E. MacPhee und Jennifer L. White in den Jahren 2000 und 2001 maßgeblich beschäftigt.
Bereits frühe molekulargenetische Untersuchungen aus der Wende vom 20. zum 21. Jahrhundert ließen Zweifel an diesen Verwandtschaftsbeziehungen aufkommen, jedoch war die analysierte Anzahl an Arten zu gering für eine genauere Beurteilung. Weitaus umfangreichere Studien aus dem Jahr 2019, sowohl genetisch als auch proteinbasierend, zeigten dann auf, dass die Megalonychidae in ihrer allgemein anerkannten Definition polyphyletisch sind. Demnach beschränken sich die Megalonychidae im engeren Sinne auf Megalonyx und dessen nähere Verwandtschaft des kontinentalen Amerikas. Sie weisen engere Beziehungen zu den Megatheriidae auf und bilden einen Teil der Überfamilie der Megatherioidea. Die karibischen Faultiere stellen einen sehr frühen Abzweig innerhalb der Unterordnung dar, der sich bereits im Übergang vom Eozän zum Oligozän vor rund 35 Millionen Jahren von den übrigen Linien abgespalten hatte und eine homogene Gruppe formt. Unterstützt wird dies unter anderem auch durch bereits aus diesem Zeitraum bekannte Fossilien aus Puerto Rico. Die karibischen Faultiere werden daher in der Überfamilie der Megalocnoidea zusammengefasst. Die Zweifinger-Faultiere dagegen stehen den Mylodontidae nahe und wurden in die Überfamilie der Mylodontoidea verschoben.

### Überblick über die Gattungen der Megalonychidae
Die Megalonychidae werden in mehrere Unterfamilien und Triben unterschieden. Die vor allem spätmiozänen Formen aus Südamerika werden in verschiedenen Artikeln von Diego Brandoni diskutiert. In dieser Sichtweise und unter Berücksichtigung weiterer Neubeschreibungen werden folgen Gattungen unterschieden:
- Familie Megalonychidae Gervais, 1855

- Deseadognathus Carlini & Scillato-Yané, 2004
- Zacatzontli McDonald & Carranza-Castañeda, 2017
- Urumacocnus Rincón, Solórzano, McDonald & Montellano-Ballesteros, 2018
- Pattersonocnus Rincón, Solórzano, McDonald & Montellano-Ballesteros, 2018
- Ahytherium Cartelle, De Iuliis & Pujos, 2008
- Australonyx De Iuliis, Pujos & Cartelle, 2009
- Megistonyx McDonald, Rincón & Gaudin, 2013
- Nohochichak McDonald & Chatters & Gaudin, 2017
- Xibalbaonyx Stinnesbeck, Frey, Olguín,  Stinnesbeck, Zell, Mallison, González, Núñez, Morlet, Mata, Sanvicente, Hering & Sandoval, 2017

- Unterfamilie Ortotheriinae Ameghino, 1889

- Proschismotherium Ameghino, 1902
- Eucholoeps Ameghino, 1887
- Pseudortotherium Scillato-Yané, 1981
- Megalonychotherium Scott, 1904
- Proschismotherium Ameghino, 1902
- Mesopotamocnus Brandoni, 2014
- Ortotherium (+ Menilaus) Ameghino, 1885
- Pliomorphus Ameghino, 1885
- Amphiocnus Kraglievich, 1922
- Paranabradys Scillato-Yané, 1980
- Torcellia Kraglievich, 1923
- Diodomus (+ Platyodon) Ameghino, 1885

- Unterfamilie Megalonychinae Gervais, 1855

- Pliometanastes Hirschfeld & Webb, 1968
- Sinclairia Ameghino, 1912
- Megalonychops Kraglievich, 1926
- Meizonyx Webb, 1985

- Tribus Megalonychini Gervais, 1855

- Protomegalonyx Kraglievich, 1925
- Megalonyx (+ Aulaxodon, Ereptodon, Morotherium) Jefferson, 1799